# 灰蓝姬鹟
灰蓝姬鶲（学名：Ficedula tricolor）为鶲科姬鶲属的鸟类。该物种的模式产地在尼泊尔。

## 特征
灰蓝姬鹟体重约8.26克，翼长约60.8毫米，嘴峰长约11.1毫米，喙宽度约3.1毫米，喙厚度约2.4毫米，跗蹠长约17.7毫米，尾长约54.2毫米。灰蓝姬鹟在其分布区内为留鸟，其栖息在半开放的高大树木组成的森林中，食性为肉食性，主要食物来源是陆生无脊椎动物。

## 亚种
- 灰蓝姬鶲西南亚种（学名：F. t. diversa）。在中国大陆，分布于甘肃、陕西、宁夏、四川、云南等地。该物种的模式产地在四川。[3]
- 灰蓝姬鶲指名亚种（学名：F. t. tricolor）。在中国大陆，分布于西藏等地。该物种的模式产地在尼泊尔。[4]
- 灰蓝姬鶲藏东亚种（学名：F. t. minuta）。在中国大陆，分布于西藏等地。该物种的模式产地在锡金。[5]
- 灰蓝姬鶲印缅亚种（学名：F. t. cerviniventris）。分布于印度北部（曼尼普尔山）至缅甸（钦山）一带。